# Allophorocera rutila
Allophorocera rutila là một loài ruồi trong họ Tachinidae.